# Charge de Krojanty
Seconde Guerre mondiale
Batailles
Campagne de Pologne :
- Ultimatum allemand
- Ordre de bataille
- Opération Himmler
- Plan Pékin
- Plan Worek
- Baie de Dantzig
- Défense de la poste centrale de Dantzig
- Westerplatte
- Grudziądz
- Mokra
- Węgierska Górka
- Krojanty
- Forêt de Tuchola
- Borowa Góra
- Wizna
- La Bzura
- Hel
- Jarosław
- Brest-Litovsk
- Tête de pont roumaine
- Invasion soviétique
- Lwów
- Modlin
- Tomaszów Lubelski
- Grodno
- Krasnobród
- Wilno
- Varsovie
- Szack
- Wytyczno
- Kock

La charge de Krojanty, également dénommée escarmouche de Krojanty ou bataille de Krojanty, est une charge de la cavalerie polonaise qui eut lieu le 1er septembre 1939 lors du déclenchement de la campagne de Pologne, pendant la Seconde Guerre mondiale.

## Contexte historique

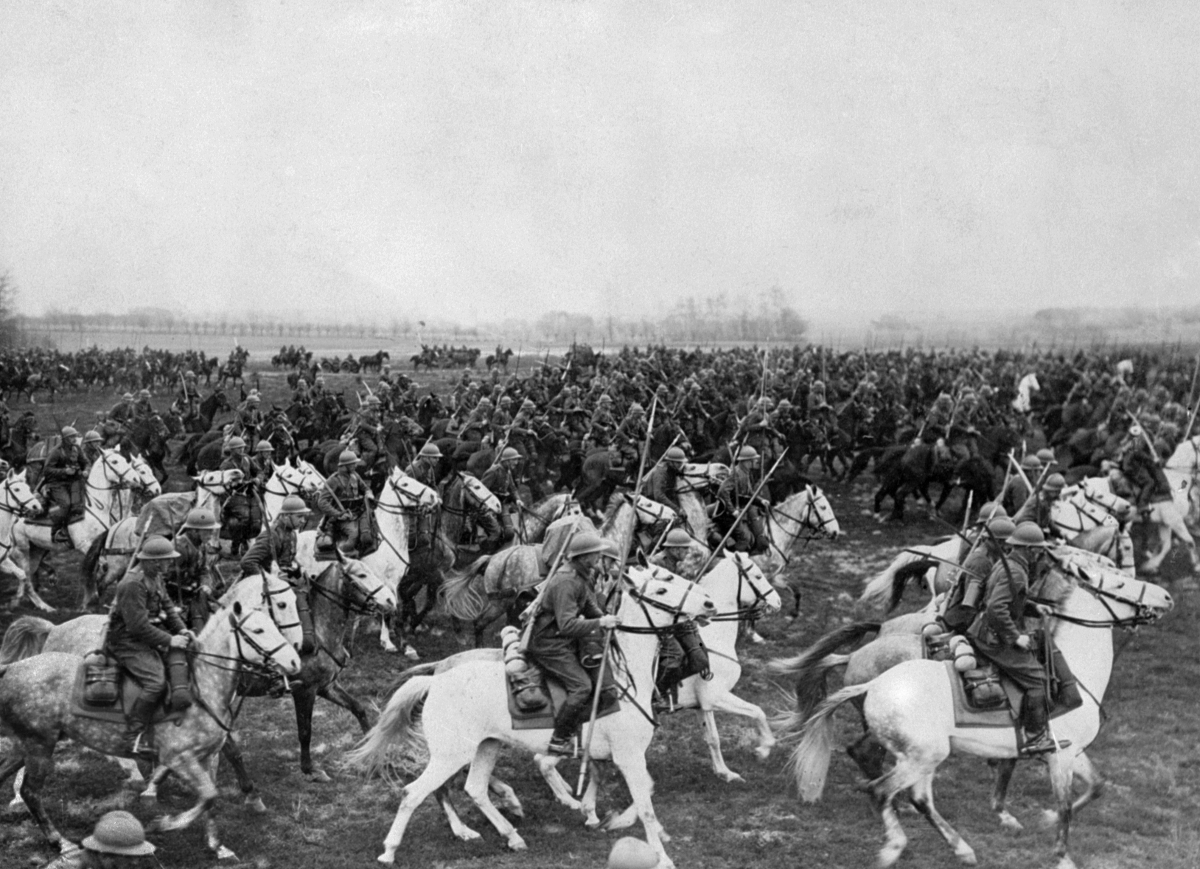
Cavalerie polonaise vers la fin des années 1930.

La Wehrmacht envahit la Pologne le 1er septembre 1939, attaquant les gardes-frontières polonais par surprise et contraignant les unités polonaises déployées dans la région à battre en retraite derrière la Brda. Le 18e régiment d'uhlans poméranien (18. Pułk Ułanów Pomorskich) reçoit l'ordre de couvrir leur retraite.

## Déroulement et utilisation par la propagande

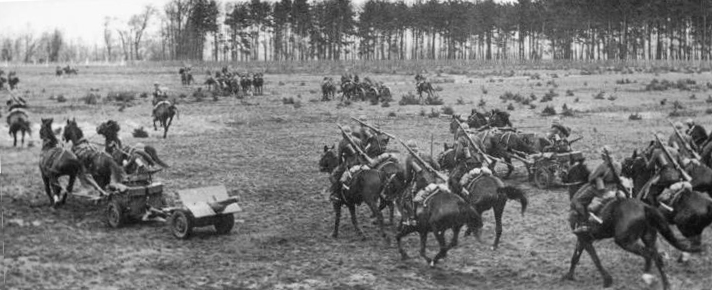
Brigade de cavalerie polonaise à la bataille de la Bzura (9-22 septembre 1939).

La charge est menée au soir du 1er septembre dans le village de Krojanty en Poméranie contre un bataillon d'infanterie allemand. Après avoir réussi à disperser les fantassins, la cavalerie polonaise se retrouve face à des blindés allemands qui vont mettre fin à la charge dans un bain de sang.
Cette escarmouche s'inscrit dans le cadre de la bataille de la forêt de Tuchola et deviendra l'une des plus célèbres charges de l'armée polonaise. Si l'armée polonaise disposait encore de brigades de cavalerie en 1939, son usage contre les blindés allemands tel que dépeint dans la propagande nazie reste un mythe,.
Le 13 septembre, le journal de propagande de l'armée allemande, Die Wehrmacht (en) rapporte que les Polonais, « croyant que les blindés sont uniquement recouverts de tôles », ont gravement sous-estimé les armes allemandes et parle par ailleurs d'une « attaque grotesque. ».

## Conséquences et bilan
Onze soldats allemands sont tués et neuf autres blessés lors de l'escarmouche, tandis que 19 à 25 cavaliers polonais sont tués et 40 à 50 autres blessés[réf. nécessaire].
L'infanterie polonaise s'arme par la suite massivement de fusils anti-chars de modèle 1935 Karabin przeciwpancerny wzór 35, rendant vulnérables les Panzer I et Panzer II, principaux chars allemands en service au début du second conflit mondial.

## Mythe

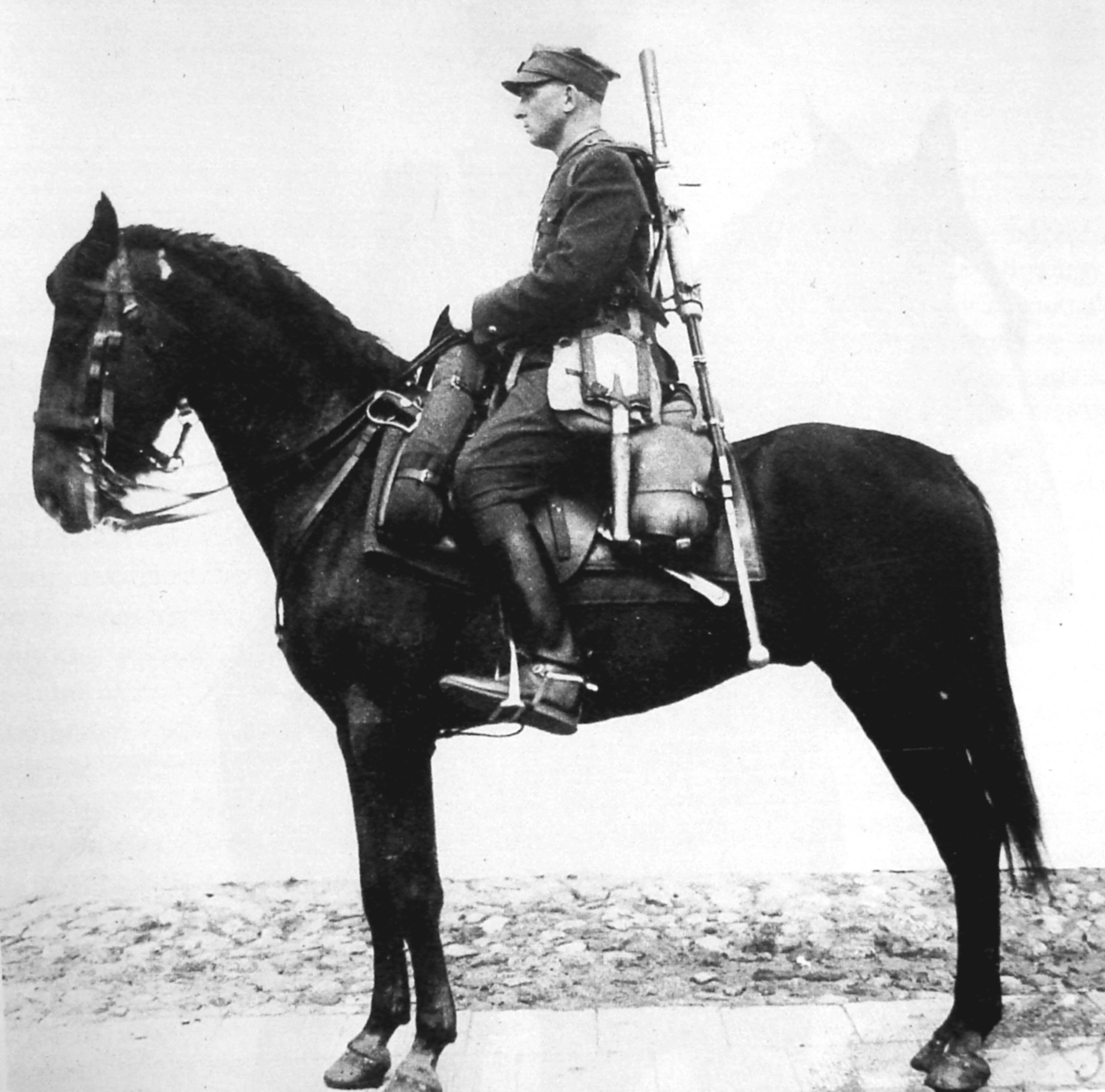
Uhlan polonais avec fusil antichar wz. 35. Instruction militaire publiée à Varsovie en 1938.

La charge de cavalerie polonaise a arrêté la progression des troupes allemandes pour la journée, et les unités du groupe opérationnel de Czersk se sont retirées vers le sud sans opposition. De plus, il a fallu plusieurs heures pour que les Allemands se réorganisent et poursuivent l'avance. Le 2 septembre 1939, le 18e régiment d'Uhlans de Poméranie a été décoré par le général Stanisław Grzmot-Skotnicki, le commandant du groupe opérationnel, avec la propre médaille Virtuti Militari pour la bravoure démontrée au combat.
Le même jour, des correspondants de guerre allemands et deux journalistes Italiens ont été amenés sur le champ de bataille. On leur a montré les cadavres de cavaliers polonais et leurs chevaux et les chars allemands qui étaient arrivés sur place après la bataille. L'un des correspondants italiens, Indro Montanelli, a envoyé un article dans lequel il décrivait le courage et l'héroïsme des soldats polonais, qui avaient chargé les chars allemands avec des sabres et des lances. Une telle charge n'a jamais eu lieu, et aucun char n'a été utilisé pendant les combats, ce mythe a été utilisé par la propagande allemande pendant la guerre. Le magazine de propagande allemand Die Wehrmacht a rapporté le 13 septembre que les Polonais avaient gravement sousestimé les armes allemandes et que la propagande polonaise avait suggéré que les véhicules blindés allemands n'étaient couverts que d'une tôle, ce qui les avaient conduit à une attaque grotesque. Après la fin de la Seconde Guerre mondiale, ce mythe a encore utilisé par la propagande soviétique comme exemple de la stupidité des commandants polonais d'avant-guerre, qui n'auraient pas préparé leur pays à la guerre mais gaspillé le sang de leurs soldats.
Les Polonais disposaient d'armes antichars, dont un fusil antichars modèle 1935 de 7,92 mm (fusils antichars wz. 35), qui pouvait pénétrer 15 mm de blindage à 300 m à 30 degrés. En 1939, les Allemands étaient équipés principalement des petits modèles Panzer I et Panzer II, vulnérables à ces armes.